# Adolfów (Mazovie)
Pour les articles homonymes, voir Adolfów.
Adolfów  [aˈdɔlfuf] est un village polonais de la gmina de Ceranów dans le powiat de Sokołów et dans la voïvodie de Mazovie, au centre-est de la Pologne.
Il est situé à environ 6 kilomètres à l'est de Ceranów, 28 kilomètres au nord de Sokołów Podlaski et à 101 kilomètres à l'est de Varsovie.

Sa population est de 60 habitants.